# Independent Albums
La Billboard Independent Albums è una classifica degli album ed EP indipendenti più venduti, pubblicata dalla rivista musicale Billboard. Essa raggruppa tutti gli artisti che non hanno firmato un contratto con le case discografiche più importanti. Le classifiche sono redatte in base alle vendite registrate dalla Luminate Data e ai download legali dai negozi di musica online. È stata pubblicata per la prima volta il 2 dicembre del 2000.
Le prime 25 posizioni sono pubblicate attraverso il sito di Billboard, mentre le restanti sono visualizzabili solo mediante una registrazione a pagamento su Billboard.biz.
Il primo album ad arrivare in prima posizione è stato Who Let the Dogs Out dei Baha Men.